# Juan Diego Monge
Juan Diego Monge Valverde (San Isidro de El General, Pérez Zeledón, 1 de marzo de 1986) es un futbolista costarricense. Juega como mediocampista y actualmente milita en el Municipal Pérez Zeledón de la Primera División de Costa Rica.

## Clubes
| Club          | País       | Año               |
| ------------- | ---------- | ----------------- |
| Pérez Zeledón | Costa Rica | 2008 - Actualidad |